# شارع الصحراء 143
143شارع الصحراء فيلم وثائقي من إخراج حسان فرحاني عام 2019م والذي مدته 100 دقيقة وهو إنتاج جزائري فرنسي قطري.

## موضوع الفيلم
يتطرق الفيلم لإمرأة سيتينية إسمها مليكة من الشرق الجزائري تعمل وحدها في مطعهما البسيط وسط الصحراء أين ألفها العديد من الزبائن خاصة سائقي الشاحنات لكن بالقرب منها بدأت أشغال إنشاء محطة وقود تتوفر على فضاء للراحة مما شكل لها هاجس حول مصدر رزقها.

## جوائز
- مهرجان لوكارنو بسويسرا، وهما جائزة «أفضل مخرج واعد» وجائزة «لجنة التحكيم الثانوية»،
- «جائزة الإوز الأبيض» بمهرجان سول الدولي للأفلام التسجيلية
- مهرجان الجونة السينمائي في دورته الثالثة وحصوله على جائزة الجونة الفضية لأفضل فيلم وثائقي[4]